# Mat Hoffman's Pro BMX 2
Mat Hoffman's Pro BMX 2 es un videojuego de carreras BMX respaldado por Mat Hoffman y publicado por Activision bajo la marca Activision O2. El juego, que sirve como una secuela del Mat Hoffman's Pro BMX, fue lanzado el 13 de agosto de 2002 para las consolas PlayStation 2 y Xbox. HotGen desarrolló un puerto de Game Boy Advance y se lanzó el mismo día que las versiones de PlayStation 2 y Xbox. Un puerto para GameCube fue desarrollado por Gratuitous Games y fue lanzado el 8 de octubre de 2002.

## Jugabilidad
Al igual que su predecesor Mat Hoffman's Pro BMX, esta entrega utiliza la estructura de juego básica heredada de la serie de los videojuegos Tony Hawk Pro Skater de Activision. El objetivo del juego es realizar y combinar con éxito diferentes trucos en una bicicleta BMX, con ejecuciones exitosas que se suman a la puntuación del jugador. El valor en puntos del truco se basa en el tiempo mantenido, los grados de rotación, el número de trucos realizados en secuencia y el número de veces que se han utilizado los trucos (cuanto más a menudo se usa un truco, menos vale). Los trucos exitosos también se suman al medidor especial del jugador, que una vez lleno, permite la ejecución de "movimientos característicos" que valen más que los trucos normales. El juego incluye rutinas, trucos con los labios y manuales (caballitos) para ayudar al jugador a vincular trucos en combos. Las perdidas (que se caen de la bicicleta debido a un mal aterrizaje) hacen que no se otorguen puntos por el intento del truco o combo, y restablece la barra especial para que esté vacía.
Las mejoras con respecto a la entrega anterior incluyen gráficos mejorados, nuevos trucos (incluidos trucos de flatland y un "sistema de ajuste de trucos", similar al modificador de trucos presentado en Dave Mirra Freestyle BMX), un medidor de equilibrio para trucos de rutina y de labios, más ciclistas, un modo carrera, una banda sonora más amplia y entornos más grandes e interactivos.
El jugador puede elegir entre once ciclistas profesionales de BMX diferentes, y cada ciclista tiene sus propias estadísticas, bicicletas y conjuntos de trucos únicos. El juego incluye ocho niveles, ambientados en varias ciudades de los Estados Unidos y sus alrededores. La versión de Xbox cuenta con un total de doce ciclistas profesionales de BMX y nueve niveles: el ciclista Chad Kagy y el nivel de Londres son exclusivos de esta versión.

### Modos de juego
Rodar la carretera: "Rodar la carretera" es el equivalente al "Modo Carrera" del videojuego anterior. En este modo, el jugador tiene que completar diferentes tareas (como obtener una puntuación alta o recolectar elementos) en un intento de ganar puntos y avanzar a nuevos niveles. Cada nivel tiene doce objetivos para completar (a diferencia de los cinco del primer juego), divididos en tres categorías según la dificultad. Solo hay cuatro objetivos disponibles a la vez, que deben completarse antes de desbloquear el siguiente conjunto de desafíos. Avanzar en este modo permite al jugador desbloquear nuevos niveles, bicicletas, ciclistas y canciones de la banda sonora del juego. También se desbloquean videos que incluyen más de 90 minutos de metraje de una gira de BMX real con los profesionales, que promocionaron el videojuego.
Sesión: en este modo, el jugador elige un ciclista de BMX, una bicicleta disponible, un nivel disponible y recorre una sesión de uno a cinco minutos en un intento de establecer una puntuación alta.
Viaje libre: Viaje libre es similar al modo Sesión; el jugador elige a un ciclista de BMX, una bicicleta disponible y un nivel disponible. Sin embargo, en lugar de una sesión cronometrada, no hay límite de tiempo, lo que permite al jugador practicar o simplemente explorar, buscando espacios y áreas secretas.
Batalla Tiki: después de completar el modo Rodar la carretera, se desbloquea un juego de bonificación, llamado "Batalla Tiki", que actúa como un videojuego de disparos en primera persona. El jugador intenta derrotar a una gran estatua animada ubicada en el nivel de Hawái del videojuego, recolectando municiones y bonificaciones de salud mientras evita las bolas de fuego lanzadas al jugador. Cuando se completa este desafío, se desbloquea un personaje especial y la "Batalla de Tiki" está disponible en el menú principal del juego.
Modo multijugador: el juego presenta varios modos multijugador nuevos y recurrentes, incluidos Caballo, Ataque con truco, Grafiti, Etiqueta y Empujar.
Editor de cursos: este modo le permite al jugador crear su propio nivel organizando varias rampas, rieles y otras piezas. Los espacios se pueden crear y nombrar, y el jugador también puede elegir las posiciones iniciales del jugador. Una vez que un parque creado está terminado, se puede acceder al nivel en los modos "Sesión", "Viaje libre" y multijugador del juego.

## Recepción
El juego recibió "críticas generalmente favorables" en todas las plataformas excepto la versión de GameCube, que recibió críticas "promedio", según la página de reseñas de videojuegos Metacritic. En Japón, donde la versión de PlayStation 2 fue portada y publicada por Capcom el 27 de mayo de 2004, Famitsu le dio una puntuación de un seis, dos cinco y un seis para un total de 22 de 40. GameSpot lo nombró el mejor juego de Game Boy Advance de agosto del año 2002.